# Garaçapé
O garaçapé, sapé ou garoupa-gato (nome científico: Alphestes afer) é um espécie de peixe marinho classificada na família das garoupas ou epinefelídeos (Epinephelidae), endêmico do litoral dos países da América banhados pelo Oceano Atlântico.

## Descrição
O garaçapé possui 11 espinhos e de 17 a 20 raios moles na barbatana dorsal, três espinhos e de 9 a 10 raios moles na barbatana anal e de 16 a 18 raios moles nas barbatanas peitorais. Sua barbatana caudal é arredondada e apresenta 15 raios ramificados. Seu corpo é ligeiramente mais profundo que sua cabeça e o diâmetro de seu olho é maior ou igual ao comprimento do focinho. Seu pré-opérculo é arredondado, com a borda posterior serrilhada, com um grande espinho antrorso no ângulo direcionado para baixo e para frente e geralmente coberto com pele.
As escamas do garaçapé são lisas. Sua cabeça, corpo e barbatanas medianas têm coloração olivácea ou marrom-clara, irregularmente manchadas e barradas de marrom-escuro. Alguns indivíduos são densamente manchados de laranja. A cabeça, o corpo e todas as barbatanas comumente possuem manchas brancas dispersas e o corpo às vezes é coberto por pequenos pontos pretos espalhados. Suas barbatanas peitorais podem ser laranja ou amarelas com reticulações escuras fracas. Quando vendido nos mercados de peixes, sua coloração tende ao desbotamento. Seus olhos apresentam íris vermelha. Alcança até trinta e três centímetros de comprimento total.

## Distribuição e habitat
O garaçapé é encontrado no Oceano Atlântico, no litoral sul da Flórida (Estados Unidos), ao longo das ilhas do Caribe (Anguila, Antígua e Barbuda, Aruba, Baamas, Barbados, Bermudas, Bonaire, Santo Eustáquio e Saba, ilhas Caimã, Cuba, Curaçau, Haiti, Guadalupe, Jamaica, Martinica, Monserrate, São Cristóvão e Névis, Santa Lúcia, São Martinho (francês), São Martinho (neerlandês), São Vicente e Granadinas, Ilhas Virgens Britânicas, Ilhas Virgens Americanas, ilhas Turcas e Caicos, Trindade e Tobago, São Bartolomeu, Granada, República Dominicana, Dominica) e no litoral de Belize, Costa Rica, Panamá, Nicarágua, México, Porto Rico, Honduras, Colômbia, Venezuela, Guiana, Guiana Francesa, Suriname e Brasil, do Maranhão até Santa Catarina. Recentemente foi redescoberto na ilha de São Tomé, no golfo da Guiné, na África. O garaçapé habita recifes rochosos, esponjas e leitos de fanerógamas marinhas, de zero a trinta e cinco metros de profundidade.

## Biologia e ecologia

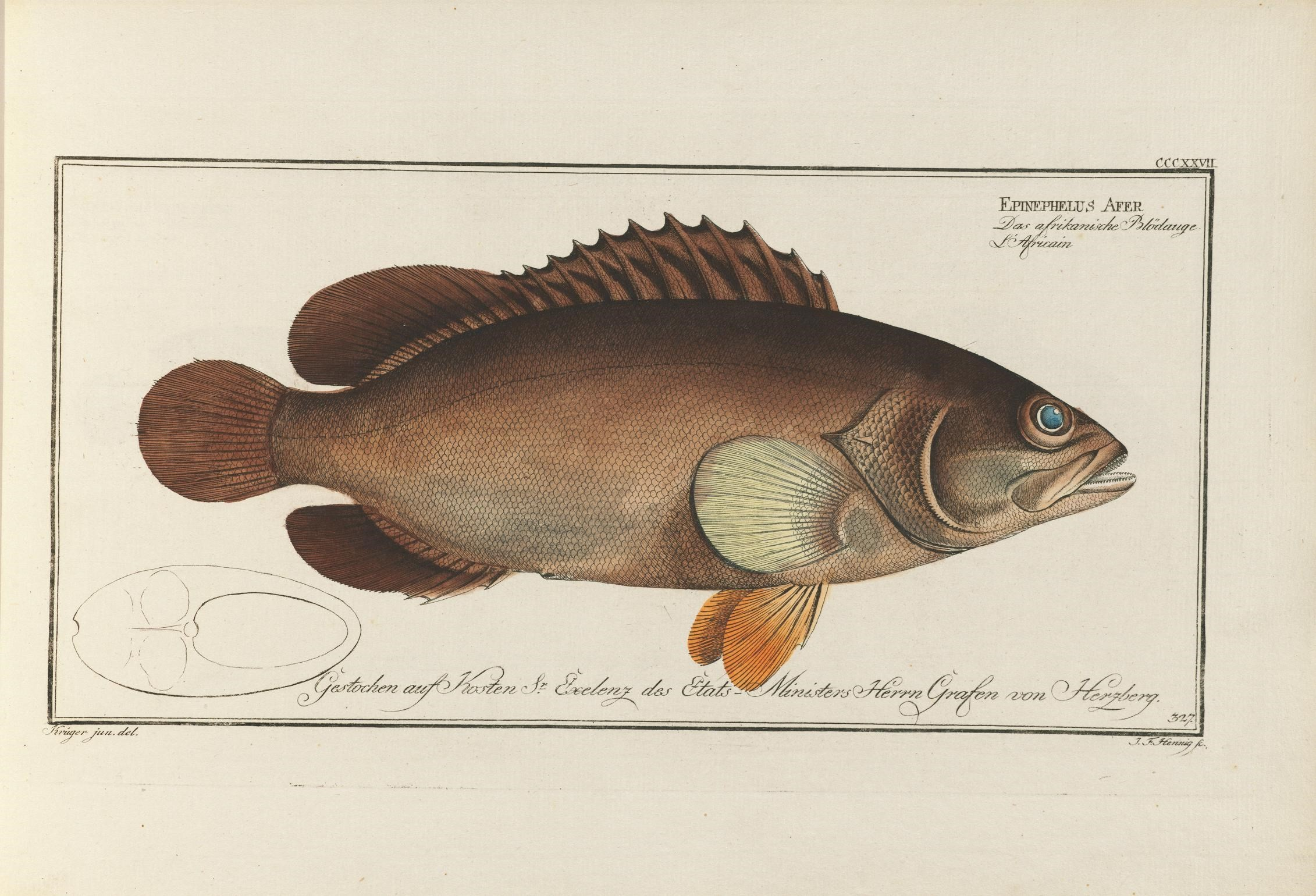
Ilustração de Alphestes afer feita por Marcus Elieser Bloch, entre 1782 e 1795

O garaçapé é uma espécie não migratória, solitária e de hábitos noturnos; durante o dia oculta-se em fendas de rochas ou entre algas, às vezes cobrindo-se com areia. Alimenta-se principalmente de crustáceos bentônicos, peixes e invertebrados em geral. Pode viver, em média, de cinco a seis anos e meio, com longevidade máxima de 13 anos em áreas de pesca. 

### Reprodução
O Índice Gonadossomático (IGS) revelou um ciclo reprodutivo sazonal, com a desova concentrando-se no segundo semestre do ano, do final do inverno ao início da primavera, entre os meses de junho e novembro. No Brasil, ocorre ao anoitecer, em outubro, com gametas liberados perto do fundo. Durante períodos reprodutivos não ativos, os machos preferem áreas mais profundas e as fêmeas áreas rasas. No litoral norte de Pernambuco, relatou-se que a primeira maturação às fêmeas foi de 16,8 centímetros de comprimento e para os machos, 16,7 centímetros. A fecundidade observada variou entre 105,317 e 270,192 ovócitos, com uma média de 173.458 ovócitos. A taxa de mortalidade total (Z) foi estimada em 0,55 para as fêmeas e 0,82 para os machos.
A espécie foi identificada como protogínica diândrica (hermafroditismo sequencial). Os machos são menores e apresentaram um alto nível de competição espermática, sugerindo uma possível mudança na estrutura do grupo de acasalamento, de desova pareada para desova em grupo. O menor tamanho dos machos sugere que esta espécie, embora mantenha o padrão protogínico, possui uma estratégia reprodutiva semelhante à dos epinefelídeos gonocóricos. De acordo com Marques & Ferreira (2016), a mudança de sexo ocorre em indivíduos com tamanho entre 16 e 25 centímetros e idade entre três e 11 anos. Na região do Caribe, Thompson & Munro (1983) estimaram, para quatro fêmeas, uma produção de ovos variando entre 157,512 e 223,706 por indivíduo.

## Conservação
A União Internacional para a Conservação da Natureza (UICN) classifica o garaçapé como uma espécie pouco preocupante (LC), em decorrência de sua ampla distribuição e abundância em seus habitats. A perda de habitat (ações antrópicas que comprometem os recifes) e a pesca são as maiores ameaças para a espécie. Em parte de sua área de distribuição é capturado em pequena escala por pescarias artesanais, vendido fresco em mercados locais e ocasionalmente exportado para o comércio de aquários. Há, contudo, relatos de intoxicação por ciguatera em consumidores. Entre 1995-2000, o garaçapé representou 0,25% do comércio de aquários. No Brasil, ao longo do litoral, o garaçapé é capturado em pescarias multiespecíficas (linha, armadinha e/ou arpão), e embora sua pesca seja de menor escala, houve impacto no tamanho global de sua população em alguns trechos de sua distribuição. A captura e exportação como peixe ornamental ocorre no Ceará, Pernambuco, Espírito Santo, São Paulo e Rio de Janeiro, com 332 indivíduos registrados pelo Sistema de Informações do Banco Central (SISBACEN) entre 2006 e 2013.
Em 2018, o garaçapé foi classificada como "dados insuficientes" (DD) no Livro Vermelho da Fauna Brasileira Ameaçada de Extinção do Instituto Chico Mendes de Conservação da Biodiversidade (ICMBio), pois é pouco comum ao longo da costa brasileira, salvo em alguns poucos pontos de sua área de distribuição, como o Espírito Santo e no perímetro das áreas de conservação: a Área de Proteção Ambiental Costa dos Corais (APA Costa dos Corais), a Área de Proteção Ambiental de Guaraqueçaba (APA Guaraqueçaba), Monumento Natural do Arquipélago das Ilhas Cagarras (Mona Arquipélago das Ilhas Cagarras), o Parque Nacional Marinho dos Abrolhos (PARNA Marinho dos Abrolhos), a Reserva Biológica Marinha do Arvoredo (Rebio Marinha do Arvoredo), a Reserva Extrativista Marinha do Arraial do Cabo (Resex Arraial do Cabo), a Área de Proteção Ambiental Baía de Todos os Santos (APA Baía de Todos os Santos) e a Reserva de Desenvolvimento Sustentável Municipal Piraque-Açú e Piraque-Mirim (RDS Piraque-Açu e Piraque-Mirim). De acordo com o Programa REVIZEE/Score Central, o garaçapé não ocorre com frequência nas pescarias entre o cabo de São Tomé, no Rio de Janeiro, e Salvador, na Bahia. Em áreas onde a pesca é permitida, como Guarapari, no Espírito Santo, e Itamaracá, em Pernambuco, observou-se reduções na abundância da espécie.